# Борисенко, Антон Николаевич
Антон Николаевич Борисенко — советский военачальник, комдив (23.11.1935), кавалер двух орденов Боевого Красного Знамени.

## Биография
Родился 7 июля 1889 года в селе Гора-Подол возле уездного города Грайворона Курской губернии в семье батрака, украинец. Сам стал работать на прядильной фабрике с 8 лет. После окончания сельской школы с 11 лет был пастухом. С 1910 года работал посыльным и переписчиком в волостном правлении. Затем уехал в Закавказье, работал в городских казначействах, сдал экзамены за курс реального училища.
В 1915 году мобилизован в Русскую императорскую армию. Окончил Тифлисскую школу прапорщиков. Участник Первой мировой войны в составе 22-го пехотного полка на Кавказском фронте Императорской Русской армии Российской империи. За храбрость и мужество награждён четырьмя Георгиевскими крестами.
После Февральской революции в России 1917 года был избран председателем полкового солдатского комитета.
Весной 1918 года демобилизован из Русской армии и вернулся в родные места и организовал партизанский отряд для охраны города Грайворона и Грайворонского уезда.

### Гражданская война
Участник Гражданской войны в России 1918—1923 годов.
С 1918 года в РККА. Партизанский отряд, которым командовал Борисенко А. Н. влился в 5-й Курский советский полк. Служил командиром роты, батальона.
В боях с войсками Русской армии под Симбирском и железнодорожной станцией Абрамовка А. Н. Борисенко был дважды тяжело ранен.
После излечения вернулся в Грайворон (ныне город в 78 км от Белгорода Российской Федерации), работал заместителем председателя уездного исполнительного комитета.
Летом 1919 года во время наступления Русской армии под командованием генерала А. Деникина на Москву А. Н. Борисенко возглавил формирование Грайворонского революционного полка и стал командиром 1-го Грайворонского революционного полка, который вошёл в состав 9-й стрелковой дивизии.
Полк в августе 1919 года переименован в 78-й стрелковый полк; был командиром 78-го стрелкового полка (полк входил во 2-ю бригаду 9-й стрелковой дивизии) в районе станции Дебальцево. С августа 1919 года по февраль 1920 год 9-я стрелковая дивизия находилась в оперативном подчинении 1-й Конной армии.
Назначен командиром 2-й бригады 9-й стрелковой дивизии с которой воевал на Северном Кавказе. За проявленный героизм А. Н. Борисено при освобождении Донбасса награждён серебряными часами.
В апреле 1920 года 2-я бригада 9-й стрелковой дивизии была переименована в 26-ю стрелковую бригаду. В ноябре 1920 года А. Н. Борисенко удостоен высшей награды Республики Россия — ордена Красного Знамени.
Во главе 26-й сбр участвовал в боевых действиях в составе 11-й армии Кавказского фронта. В феврале 1921 года действуя на правом фланге армии 26-я бригада взяла Рустави.
За умелое руководство войсками и личное мужество, проявленные при взятии Тифлиса (ныне Тбилиси), А. Н. Борисенко удостоен второго ордена Красного Знамени.
В конце 1921 года назначен командиром 6-й отдельной стрелковой бригады. В 1922-1923 годах командир той же 6-й отдельной Кавказской стрелковой бригады. С осени 1922 года обучается на Высших академических курсах.

### После Гражданской войны
В 1923-1924 годах командир 3-й стрелковой дивизии Украинского военного округа (далее УкрВО), окончил Высшие академические курсы. Член ВКП(б).
В сентябре 1924 года назначен начальником школы Червонных старшин им. ВЦИК Украинского военного округа в г. Харькове столице Украинской Социалистической Советской Республики. А. Н. Борисенко избирался членом ЦИК Украины.
В 1924-1928 годах командир 2-й Кавказской стрелковой дивизии, управление дивизии в г. Баку, Кавказской Краснознамённой армии.
В 1929-1932 годах командир 45-й Волынской стрелковой дивизии, управление дивизии в Киеве УкрВО.
В феврале 1932 года 45-я Волынская стрелковая дивизия переформирована в 45-й механизированный корпус. В 1932-1937 годах Борисенко А. Н. командовал этим корпусом.
23 ноября 1935 года присвоено персональное воинское звание комдив.

### Арест и расстрел
4 октября 1937 года арестован органами НКВД. 22 августа 1938 года Военной коллегией Верховного суда СССР приговорён к высшей мере наказания. Расстрелян.
8 декабря 1956 года реабилитирован. У Борисенко была дочь Тамара и внучка Ольга.

## Награды
- Награждён двумя орденами Красного Знамени (11.10.1920, 1921)[3].